# Diana (hrušeň)
Diana (Pyrus communis 'Diana') je ovocný strom, kultivar druhu hrušeň obecná z čeledi růžovitých. Plody jsou řazeny mezi odrůdy letních hrušek, sklízí se v září, dozrává po sklizni, skladovatelná do konce září.

## Historie

### Původ
Byla vyšlechtěna v ČR v roce 1987,  původně bylo šlechtění zahájeno ve ŠS Velehrad později dokončeno ve šlechtitelské stanici v Těchobuzicích. Odrůda je křížencem odrůd 'Konference' a 'Holenická'.

## Vlastnosti
Odrůda je cizosprašná. Vhodnými opylovači jsou odrůdy Konference, Erika,Dicolor, Delta.

### Růst
Růst odrůdy je středně bujný. Habitus koruny je pyramidální.

## Plodnost
Plodí středně časně, hojně a pravidelně.

## Plod
Plod je hruškovitý, větší až velký. Slupka hladká, žlutozeleně zbarvená s červeným líčkem. Dužnina je nažloutlá jemná, se sladkou chutí, velmi dobrá.

## Choroby a škůdci
Odrůda je považována za dostatečně odolnou proti strupovitosti a náchylná k namrznutí. Je náchylná k spále růžovitých.

## Použití
Špatně snese přepravu. Odrůdu lze použít do středních a teplých poloh.